# Jacob Sandgren
Erik Jacob Rickard Sandgren, tidigare Larsson, född 14 april 1973 i Kung Karls församling i Västmanlands län, är en svensk politiker (socialdemokrat), som var ordinarie riksdagsledamot 14 – 17 maj 2018 för Södermanlands läns valkrets. Sandgren har varit regionråd i Region Sörmland och kommunalpolitiker i Nyköpings kommun.
Sandgren utsågs till ordinarie riksdagsledamot från och med 14 maj 2018 sedan Sara Karlsson avsagt sig uppdraget som riksdagsledamot. Sandgren avsade sig i sin tur uppdraget som riksdagsledamot; till ny ordinarie riksdagsledamot från och med 18 maj 2018 utsågs Leif Hård.
I november 2023 dömde Nyköpings tingsrätt Jacob Sandgren till tre års fängelse för våldtäkt.
Jacob Sandgren överklagade domen till hovrätten och i slutet av december 2023 kom hovrättens beslut. Hovrätten delade helt tingsrättens bedömning och anslöt sig till tingsrättens slutsats att det var visat att Jacob Sandgren förgripit sig på kvinnan. Hovrätten delade även tingsrättens bedömning att Jacob Sandgren skulle dömas till tre års fängelse, vilket motsvarar minimistraffet för brottet. 